# Хищничество
Хищничеството е биологично взаимодействие, при което един организъм, хищникът, убива и изяжда друг организъм, неговата плячка.

## Видове хищничество
Хищничеството е едно от семейството чести поведения при хранене, което включва:
- паразитизъм
- micropredation – животно, което обикновено не убива гостоприемника (напр. комарите)
- parasitoidism – организъм (напр. паразитната оса), който живее в тясна връзка с гостоприемника си за сметка на гостоприемника, което в крайна сметка води до смъртта на гостоприемника

Хищничеството се различава от мършоядството, въпреки че много хищници също като мършоядите могат да се хранят с мъртви животни.
Хищничеството се припокрива с растителноядните животно като консуматорите на семена (хищничество на семена, зърноядство) и плодоядните животни.

## Хищническо поведение
Хищниците могат активно да търсят или преследват плячка или да я чакат, често скрити. Когато плячката бъде открита, хищникът преценява дали да я атакува. Това може да включва засада или хищническо преследване, понякога след дебнене на плячката. Ако атаката е успешна, хищникът убива плячката, премахва всякакви негодни за консумация части като черупка или бодли и я изяжда.
Хищниците са адаптирани и често силно специализирани за лов, с остри сетива като зрение, слух или обоняние. Много хищни животни, както гръбначни, така и безгръбначни, имат остри нокти или челюсти, за да стискат, убиват и режат плячката си. Други адаптации включват предпазливо и тайно действие или движение (напр. безшумно движение на совата, благодарение на оперението ѝ), агресивна мимикрия (напр. подлъгването на плячка от морски дяволи), които подобряват ефективността на лова.
Хищничеството има мощен селективен ефект върху плячката и плячката развива адаптации срещу хищниците като предупредителна окраска, обаждания за аларма и други сигнали, камуфлаж, мимикрия на добре защитени видове и защитни бодли и химикали. Понякога хищникът и плячката се оказват в еволюционна надпревара във въоръжаването, цикъл на адаптации и контраадаптации. Хищничеството е било основен двигател на еволюцията поне от периода на Камбрий.

## Галерия
- Месоядно растение: росянка, поглъщаща насекомо
- Водните кончета са безгръбначни преследващи хищници
- Седемточкова калинка се храни с листни въшки
- Гърбати китове филтрират хиляди скаридоподобни (крил) от морската вода и ги поглъщат живи
- Хищничество на семена: мишка яде семена
- Голяма синя чапла специализирана в улова на принципа на харпун
- Глутница вълци (социални хищници) си сътрудничат, за да ловуват и убиват бизони